# Lysimachia kwangtungensis
Lysimachia kwangtungensis är en viveväxtart som först beskrevs av Hand.-mazz., och fick sitt nu gällande namn av C.M. Hu. Lysimachia kwangtungensis ingår i släktet lysingar, och familjen viveväxter. Inga underarter finns listade i Catalogue of Life.